# まいける (タレント)
まいける（1998年6月2日 - ）は、2010年前後にタレント活動をしていた日本の元子役。村上マイケル昌爵（むらかみマイケルまさし）名義でも活動していた。活動当時はアキヤマ・オフィスに所属していた。

## 来歴
日本人とアメリカ人のハーフ。アメリカ合衆国生まれ、大阪府育ち。
2009年10月31日、『ヘキサゴンファミリーコンサート2009』昼の部で行われたヘキサゴンオーディション2009の決勝大会に出場し、準グランプリを受賞。審査員特別賞を受賞した附田花香とまいける＆はなかを結成し、フジテレビ『クイズ!ヘキサゴンII』発の楽曲「学校へ行こう」（シングル「Dear Friends-友へ-」のカップリング曲）の歌唱を担当した。

## 出演

### テレビ番組
- クイズ!ヘキサゴンII（2010年、フジテレビ） - 主に「脳解明クイズ！」の先生としてゲスト出演
- ホンネの殿堂!!紳助にはわかるまいっ（2010年1月15日 - 9月24日、フジテレビ）

### 映画
- カラフル（2010年8月21日、東宝） - プラプラ 役（声の出演）[5]